# Parafia Matki Boskiej Uzdrowienia Chorych w Rydułtowach
Parafia Matki Boskiej Uzdrowienia Chorych – rzymskokatolicka parafia znajdująca się w Rydułtowach, na osiedlu Orłowiec. Parafia należy do archidiecezji katowickiej i dekanatu Pszów.

## Historia
W latach sześćdziesiątych XX wieku duszpasterze ks. Wojciech Urban, następnie ks. Alojzy Klon czynili starania, by powstała nowa placówka duszpasterska w Orłowcu. Władze państwowe wydały pozwolenie na budowę nowego kościoła w 1976 roku. Parafia została utworzona przez bpa Herberta Bednorza 7 grudnia 1980 roku. Jej obszar wydzielono z parafii w Rydułtowach, Radoszowach i Czernicy. Pierwszym proboszczem został w 1980 roku ks. Bolesław Szyszka. Księgi metrykalne prowadzone są od stycznia 1980 roku. Kościół parafialny i probostwo wznoszono w latach 1979–1982. Kościół parafialny poświęcił 7 listopada 1982 roku bp Herbert Bednorz. Parafia posiada własny cmentarz z kaplicą pogrzebową.

## Proboszczowie
Parafią zarządzali:
- ks. Bolesław Szyszka (1980–1998)
- ks. Janusz Stanik (administrator, 1998)
- ks. Piotr Borkowy (1999–2005)
- ks. Stanisław Juraszek (2005–2018)
- ks. Piotr Makosz (od 2018)

## Grupy parafialne
Na terenie parafii działa kilka grup parafialnych:
- ministranci,

- Żywy Różaniec,
- lektorzy i kantorzy,
- katecheza dla dorosłych.